# 化学评论
《化学评论》（英語：Chemical Reviews，通常缩写为Chem. Rev.）是一本同行评审的科学杂志，由美国化学会于1924年创刊并发行至今。如其名称所示，该杂志发表某一领域内的综合性的批判性的评论（即综述），不发表原创研究。该期刊为双周刊（2014年以前为月刊），包括主题刊和（正常）混合刊两种期号；主题刊每期关注一系列主题，每个主题下有若干篇相关的评论。该期刊2017年的影响因子为52.613。
《化学评论》被以下的文献或机构的数据库收录：化学文摘社（CAS）、大英图书馆、国际农业和生物学中心文摘数据库（CABI）、EBSCOhost、ProQuest、PubMed、SCOPUS、SwetsWise和Web of Science。